# Ґоважево
Ґоважево (пол. Gowarzewo, нім. Ebenhausen) — село в Польщі, у гміні Клещево Познанського повіту Великопольського воєводства.
Населення — 1025 осіб (2011).
У 1975-1998 роках село належало до Познанського воєводства.

## Демографія
Демографічна структура станом на 31 березня 2011 року:
|          | Загалом | Допрацездатний вік | Працездатний вік | Постпрацездатний вік |
| -------- | ------- | ------------------ | ---------------- | -------------------- |
| Чоловіки | 498     | 117                | 354              | 27                   |
| Жінки    | 527     | 145                | 321              | 61                   |
| Разом    | 1025    | 262                | 675              | 88                   |